# کنراد ایمیلا
کُنراد ایمیلا (لهستانی: Konrad Imiela؛ زادهٔ ۲۱ مه ۱۹۷۲) کارگردان نمایش، بازیگر، ترانه‌سرا و آهنگساز اهل لهستان است.
از فیلم‌ها یا مجموعه‌های تلویزیونی که وی در آن‌ها نقش داشته است، می‌توان به عشق اول، در خوشی و سختی، در بادیه و بیابان و هوس‌های امپراتور اشاره نمود.